# Esteban Solari
Esteban Andrés Solari Poggio (Rosario, 2 giugno 1980) è un allenatore di calcio ed ex calciatore argentino di ruolo attaccante.

## Biografia
È fratello di Santiago e David, ex calciatori, nonché della modella e attrice Liz.

## Carriera
Solari muove i primi passi calcistici nell'Estudiantes de La Plata, passando poi nel 2001 al Defensa y Justicia. Torna a livelli importanti con il suo passaggio all'Argentinos Juniors e al Gimnasia (J).
Un passaggio alla squadra italiana del Chioggia serie D e il trasferimento all'APOEL Nicosia, in Cipro, dove diventa uno dei migliori giocatori del club segnando 34 reti in 44 presenze. Viene così notato dai UNAM Pumas, in Messico. Qui diventa titolare e segna 24 reti in 34 presenze, prestazione che gli vale l'acquisto da parte dell'UD Almeria nella Primera Division.
Il 2 giugno 2010 viene acquistato dall'APOEL Nicosia, in Cipro, dove firma un contratto di tre anni.
Nel gennaio 2013 si trasferisce all'Apollon Limassol, dove gioca per 6 mesi contribuendo alla vittoria del campionato.
Il 16 luglio 2013 si accasa allo Skoda Xanthi, squadra militante nella massima serie greca. Segna, nella sua prima stagione, 16 reti in 34 partite, diventando capocannoniere della competizione. Dopo un'esperienza in Cina con il Dalian Aerbin torna in Grecia con l'Ergotelis, nella seconda divisione greca.
Nell'agosto del 2015 passa nel campionato dell'Ecuador prima con il Deportivo Cuenca e poi con l'Aucas di Quito.

## Statistiche

### Presenze e reti nei club
Statistiche aggiornate al 10 dicembre 2016.
| Stagione        | Squadra          | Campionato      | Campionato | Campionato | Coppe nazionali | Coppe nazionali | Coppe nazionali | Coppe continentali | Coppe continentali | Coppe continentali | Altre coppe | Altre coppe | Altre coppe | Totale | Totale |
| Stagione        | Squadra          | Comp            | Pres       | Reti       | Comp            | Pres            | Reti            | Comp               | Pres               | Reti               | Comp        | Pres        | Reti        | Pres   | Reti   |
| --------------- | ---------------- | --------------- | ---------- | ---------- | --------------- | --------------- | --------------- | ------------------ | ------------------ | ------------------ | ----------- | ----------- | ----------- | ------ | ------ |
| 2007-2008       | UNAM             | PD              | 34+6       | 24+1       | -               | -               | -               | -                  | -                  | -                  | -           | -           | -           | 40     | 25     |
| 2008-2009       | Almería          | PD              | 8          | 1          | CR              | 4               | 2               | -                  | -                  | -                  | -           | -           | -           | 12     | 3      |
| 2009-2010       | Almería          | PD              | 2          | 0          | CR              | 0               | 0               | -                  | -                  | -                  | -           | -           | -           | 2      | 0      |
| Totale Almería  | Totale Almería   | Totale Almería  | 10         | 1          |                 | 4               | 2               |                    | -                  | -                  |             | -           | -           | 14     | 3      |
| 2010-2011       | APOEL            | AK              | 25+3       | 10+1       | CC              | 2               | 0               | UEL                | 6                  | 4                  | -           | -           | -           | 36     | 15     |
| 2011-2012       | APOEL            | AK              | 25+6       | 10+1       | CC              | 2               | 0               | UCL                | 12                 | 2                  | SC          | 1           | 0           | 46     | 13     |
| 2012-gen. 2013  | APOEL            | AK              | 3          | 0          | CC              | 1               | 3               | UEL                | 0                  | 0                  | -           | -           | -           | 4      | 3      |
| Totale APOEL    | Totale APOEL     | Totale APOEL    | 53+9       | 20+2       |                 | 5               | 3               |                    | 18                 | 6                  |             | 1           | 0           | 86     | 31     |
| gen.-giu. 2013  | Apollōn Limassol | AK              | 5+6        | 2+5        | CC              | 3               | 0               | -                  | -                  | -                  | -           | -           | -           | 14     | 7      |
| 2013-2014       | Skoda Xanthī     | SL              | 34         | 16         | CG              | 2               | 0               | UEL                | 2                  | 0                  | -           | -           | -           | 38     | 16     |
| 2014            | Dalian Yifang    | CSL             | 11         | 0          | CC              | 0               | 0               | -                  | -                  | -                  | -           | -           | -           | 11     | 0      |
| gen.-giu. 2015  | Ergotelis        | SL              | 9          | 1          | CG              | -               | -               | -                  | -                  | -                  | -           | -           | -           | 9      | 1      |
| 2015            | Deportivo Cuenca | A               | 13         | 10         | -               | -               | -               | -                  | -                  | -                  | -           | -           | -           | 13     | 10     |
| 2016            | Aucas            | A               | 35         | 10         | -               | -               | -               | CS                 | 2                  | 0                  | -           | -           | -           | 37     | 10     |
| Totale carriera | Totale carriera  | Totale carriera | 204+21     | 84+8       |                 | 14              | 5               |                    | 22                 | 6                  |             | 1           | 0           | 262    | 103    |

### Statistiche da allenatore
Statistiche aggiornate al 20 settembre 2023.
| Stagione        | Squadra            | Campionato      | Campionato | Campionato | Campionato | Campionato | Coppe nazionali | Coppe nazionali | Coppe nazionali | Coppe nazionali | Coppe nazionali | Coppe continentali | Coppe continentali | Coppe continentali | Coppe continentali | Coppe continentali | Altre coppe | Altre coppe | Altre coppe | Altre coppe | Altre coppe | Totale | Totale | Totale | Totale | % Vittorie | Piazzamento |
| Stagione        | Squadra            | Comp            | G          | V          | N          | P          | Comp            | G               | V               | N               | P               | Comp               | G                  | V                  | N                  | P                  | Comp        | G           | V           | N           | P           | G      | V      | N      | P      | %          | Piazzamento |
| --------------- | ------------------ | --------------- | ---------- | ---------- | ---------- | ---------- | --------------- | --------------- | --------------- | --------------- | --------------- | ------------------ | ------------------ | ------------------ | ------------------ | ------------------ | ----------- | ----------- | ----------- | ----------- | ----------- | ------ | ------ | ------ | ------ | ---------- | ----------- |
| 2023            | Johor Darul Ta'zim | SL              | 26         | 25         | 1          | 0          | FACup+MC        | 4+7             | 4+7             | 0+0             | 0+0             | ACL                | 6                  | 3                  | 0                  | 3                  | SM          | 1           | 1           | 0           | 0           | 44     | 40     | 1      | 3      | 90,91      | 1°          |
| 2024            | CD Everton         | PD              | 27         | 11         | 8          | 8          | CC              | 5               | 3               | 1               | 1               | -                  | -                  | -                  | -                  | -                  | -           | -           | -           | -           | -           | 32     | 14     | 9      | 9      | 43,75      | Sub, 7°     |
| feb.-ago. 2025  | Godoy Cruz         | PD              | 15         | 2          | 9          | 4          | CA              | 1               | 0               | 0               | 1               | CS                 | 6                  | 3                  | 3                  | 0                  | -           | -           | -           | -           | -           | 22     | 5      | 12     | 5      | 22,73      | Sub, Eson   |
| Totale carriera | Totale carriera    | Totale carriera | 68         | 38         | 18         | 12         |                 | 17              | 14              | 1               | 2               |                    | 12                 | 6                  | 3                  | 3                  |             | 1           | 1           | 0           | 0           | 98     | 59     | 22     | 17     | 60,20      |             |

## Palmarès

### Giocatore

#### Club
- Campionato cipriota: 2

APOEL Nicosia: 2006-2007, 2010-2011
- Coppa di Cipro: 2

APOEL Nicosia: 2005-2006, 2012-2013
- Supercoppa di Cipro: 1

APOEL: 2011

#### Individuale
- Capocannoniere della A' Katīgoria: 1

2006-2007 (20 gol)
- Capocannoniere della Primera División messicana: 1

2007-2008 (14 gol)
- Capocannoniere della Souper Ligka Ellada: 1

2013-2014 (16 gol)

### Allenatore
- Campionato malaysiano: 1

Johor: 2023
- Coppa della Malaysia: 1

Johor: 2023
- Supercoppa di Malaysia: 1

Johor: 2023